# Женская сборная Литвы по волейболу
Женская национальная сборная Литвы по волейболу (лит. Lietuvos moterų tinklinio rinktinė) — представляет Литву на международных соревнованиях по волейболу. Управляющей организацией выступает Литовская федерация волейбола (лит. Lietuvos Tinklinio Federacija — LTF).

## История
Знакомство с волейболом в Литве произошло в начале 1920-х годов, когда в Каунасе (тогдашняя столица страны) были опубликованы правила нового вида спорта и открыты курсы по его изучению. Первый товарищеский матч на территории Литвы состоялся 15 августа 1929 года в Каунасе, а с 1935 стали проводиться чемпионаты страны среди мужских и женских команд.
В послевоенное время литовский волейбол был включён в общесоюзную структуру, но в СССР женский волейбол республики не имел сильных позиций. В чемпионатах СССР команды из Литвы — каунасские «Жальгирис» (1950—1960-е) и «Динамо» (с 1970-х годов) — не добивались серьёзных успехов, ни разу не сумев войти даже в десятку лучших. Кроме этого, в волейбольных турнирах Спартакиад народов СССР 9 раз принимала участие женская сборная Литовской ССР, показав лучший результат лишь в последнем подобном соревновании, заняв 6-е место в 1986 году. И всё же женский литовский волейбол выдвинул из своих рядов двух спортсменок, выступавших за сборную СССР. В 1955 году серебряным призёром чемпионата Европы в составе советской национальной команды стала 17-летняя волейболистка каунасского «Жальгириса» Людмила Мещерякова (Булдакова), впоследствии перешедшая в московское «Динамо» и на протяжении почти двух десятков являвшаяся одним из лидеров сборной СССР. Чемпионкой мира и Европы в начале 1970-х становилась ещё одна бывшая каунасская волейболистка Марионна Батутите.
После получения Литвой независимости федерация волейбола страны в 1992 году вступила в ФИВБ и ЕКВ. В том же году состоялся дебют женской сборной Литвы в официальных международных соревнованиях. В октябре и ноябре литовские волейболистки провели два стыковых матча со сборной Украины в рамках предварительного раунда отборочного турнира чемпионата Европы, но оба раза проиграли со счётом 0:3 и в групповую стадию квалификации не вышли.
В отборочном турнире чемпионата Европы 1995 сборная Литвы провела 6 матчей в своей группе и во всех проиграла, хотя позже ей была присуждена техническая победа над командой Румынии. В дальнейшем на протяжении 18 лет женская национальная команда Литвы не формировалась.

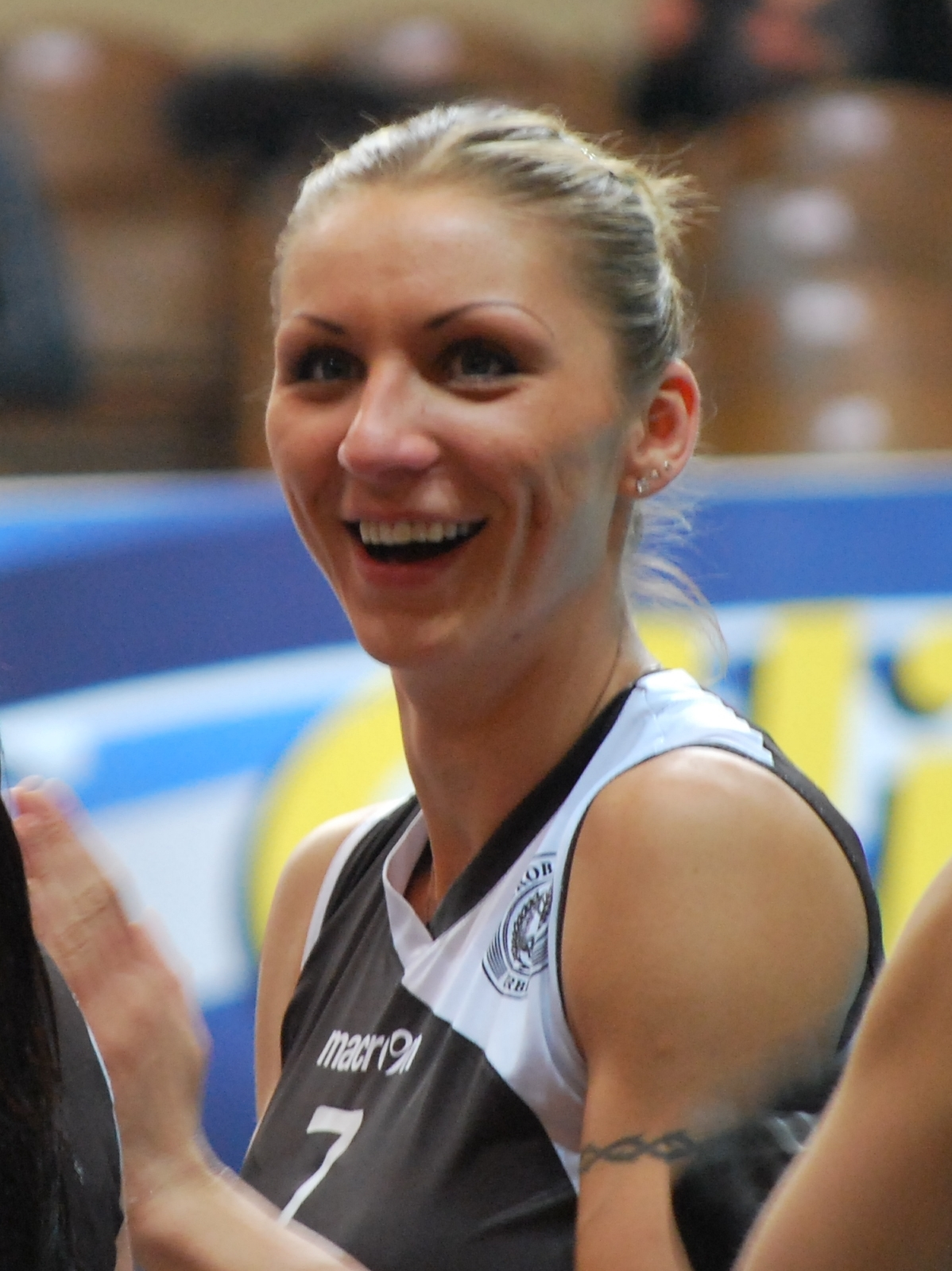
Валдоне Петраускайте

Возвращение женской сборной Литвы на международную арену произошло в мае 2013 года в рамках отборочного турнира чемпионата мира. В первом групповом раунде квалификации литовские волейболистки одержали победу над командой Исландии и дважды проиграли своим прибалтийским соседям — сборным Эстонии и Латвии — выбыв тем самым из дальнейшей борьбы за попадание на мировое первенство.
В первом же матче отборочного турнира чемпионата Европы 2015 команда Литвы переиграла эстонок 3:1, но два дальнейших поражения от сборных Черногории и Боснии и Герцеговины не позволили литовкам выйти в основной групповой этап квалификации.
Помехой в развитии волейбола в Литве служит его не самая высокая популярность в стране. По уровню интереса среди болельщиков волейбол уступает ряду других игровых видов спорта — баскетболу, футболу, гандболу, хоккею. Тем не менее воспитанницами литовского волейбола являются две волейболистки, входящие в число сильнейших спортсменок по этому вида спорта в Европе, хотя одна из них — Индре Сорокайте — приняла итальянское волейбольное гражданство. Лидером же литовской сборной ещё образца 2015 года являлась нападающая Валдоне Петраускайте, выступавшая за различные клубы в ведущих лигах Европы.

## Результаты выступлений и составы

### Чемпионаты мира
Сборная Литвы приняла участие только в одном квалификационном турнире чемпионата мира.
- 2014 — не квалифицировалась

- 2014 (квалификация): Юргита Дубакайте, Эрика Клиокманайте, Моника Шалкуте, Эва Гасите, Аквиле Контвайнайте, Инга Вайнилавичюте, Вилте Макаускайте, Агне Дайните, Эва Казурайтите, Неринга Грикштайте, Ингрида Кибиркштите, Агне Закараускайте. Тренер — Дайва Симокайтене.

### Чемпионаты Европы
- 1993 — не квалифицировалась
- 1995 — не квалифицировалась
- 1997 — не участвовала
- 1999 — не участвовала
- 2001 — не участвовала
- 2003 — не участвовала
- 2005 — не участвовала
- 2007 — не участвовала
- 2009 — не участвовала
- 2011 — не участвовала
- 2013 — не участвовала
- 2015 — не квалифицировалась
- 2017 — не квалифицировалась
- 2019 — не участвовала
- 2021 — не участвовала
- 2023 — не участвовала
- 2026 — не участвовала

## Состав
Сборная Литвы в отборочном турнире чемпионата Европы 2017 (май 2016)
| №  | Имя, фамилия            | Год рождения | Рост | Амплуа      | Клуб                      |
| -- | ----------------------- | ------------ | ---- | ----------- | ------------------------- |
| 1  | Раймонда Стрелкаускайте | 1982         | 180  | связующая   | «Ахема» Йонава            |
| 2  | Гинтаре Мацкевичюте     | 1998         | 183  | центральная | Линдси Уилсон Колледж     |
| 3  | Эрика Клиокманайте      | 1985         | 176  | нападающая  | «Барса» Барселона         |
| 4  | Аквиле Контвайнайте     | 1992         | 180  | связующая   | «Ахема» Йонава            |
| 5  | Каролина Уваровайте     | 1994         | 184  | нападающая  | «Каунас-АСУ» Каунас       |
| 6  | Моника Шалкуте          | 1993         | 186  | нападающая  | Сиракьюсский университет  |
| 7  | Рута Станюлите          | 1998         | 190  | центральная | «Каунас-АСУ» Каунас       |
| 8  | Вилте Макаускайте       | 1993         | 182  | центральная | «Каунас-АСУ» Каунас       |
| 9  | Агне Дауните            | 1995         | 176  | нападающая  | «Таурас» Вильнюс          |
| 10 | Ева Казурайтите         | 1993         | 185  | либеро      | «Каунас-АСУ» Каунас       |
| 11 | Неринга Грикштайте      | 1988         | 186  | центральная | «Тервиль-Флоранж Олимпик» |
| 13 | Инга Вайнилавичюте      | 1991         | 172  | либеро      | «Ахема» Йонава            |

- Главный тренер — Дайва Симокайтене.
- Тренер — Вида Макаускене.